# Форт-Віннебаго (Вісконсин)
Форт-Віннебаго (англ. Fort Winnebago) — місто (англ. town) в США, в окрузі Колумбія штату Вісконсин. Населення — 812 особи (2020).

## Демографія
Згідно з переписом 2010 року, у місті мешкало 825 осіб у 344 домогосподарствах у складі 253 родин. Було 372 помешкання
Расовий склад населення:
| - 98,7 % — білих - 0,4 % — корінних американців - 0,4 % — чорних або афроамериканців - 0,2 % — вихідців з тихоокеанських островів |

До двох чи більше рас належало 0,4 %. Частка іспаномовних становила 0,6 % від усіх жителів.
За віковим діапазоном населення розподілялося таким чином: 18,1 % — особи молодші 18 років, 65,3 % — особи у віці 18—64 років, 16,6 % — особи у віці 65 років та старші. Медіана віку мешканця становила 48,3 року. На 100 осіб жіночої статі у місті припадало 111,0 чоловіків;  на 100 жінок у віці від 18 років та старших — 118,1 чоловіків також старших 18 років.
Середній дохід на одне домашнє господарство  становив 80 424 долари США (медіана — 70 625), а середній дохід на одну сім'ю — 95 031 долар (медіана — 83 203). Медіана доходів становила 53 594 долари для чоловіків та 36 923 долари для жінок. За межею бідності перебувало 2,5 % осіб, у тому числі 0,0 % дітей у віці до 18 років та 3,4 % осіб у віці 65 років та старших.
Цивільне працевлаштоване населення становило 446 осіб. Основні галузі зайнятості: освіта, охорона здоров'я та соціальна допомога — 21,7 %, виробництво — 20,0 %, роздрібна торгівля — 11,4 %, будівництво — 9,9 %.